# Андреев, Георг
Георг Андреев (латыш. Georgs Andrejevs; 30 октября 1932, Тукумс, Латвия — 16 июля 2022, Рига, Латвия) — советский и латвийский учёный в области медицины, латвийский политик и дипломат. Действительный член АН Латвии (1995), министр иностранных дел Латвии (1992—1994), посол в Канаде (1995—1998), депутат Европейского парламента (2004—2009). Командор ордена Трёх звёзд.

## Биография
Родился в 1932 году в Тукумсе в рабочей семье. Учился в Тукумской начальной школе. В конце Второй мировой войны в 1944 году вместе с матерью бежал в оккупированную немцами Судетскую область, после окончания войны вернулся. Учился в Тукумской средней школе № 1 (1948—1952), которую окончил с серебряной медалью.
С 1953 по 1959 год изучал медицину в Рижской медицинском институте (РМИ), начал работать в отделении торакальной хирургии Республиканской клинической больницы имени Павла Страдыня. После шестимесячных курсов в Центральном институте усовершенствования врачей работал в отделении анестезиологии и реаниматологии РКС (1960—1962) и прошёл стажировку по анестезиологии и интенсивной терапии в Ленинграде и Киеве.
В 1964 году защитил кандидатскую диссертацию на тему «Применение бемегрида в анестезиологии и неотложной медицине», в 1966 году стал первым президентом Латвийского общества анестезиологов, в 1972 году получил степень доктора медицинских наук с диссертацией «Разработка оригинальной лицевой маски для анестезии и искусственной вентиляции лёгких» и был избран профессором РМИ. В 1974 году Андреев был назначен заведующим вновь созданной кафедры анестезиологии и реаниматологии РМИ. В 1991 году ему была присвоена степень хабилитированного доктора (Dr. habil. med.).

## Политическая карьера
В 1972 году вступил в КПСС.
В 1990 году Андреев был избран в Верховный Совет Латвийской ССР по Баускому избирательному округу и 4 мая 1990 года проголосовал за Декларацию о восстановлении независимости Латвии. В ноябре 1992 года, после отставки Яниса Юрканса, Георг Андреев стал министром иностранных дел Латвийской Республики во втором правительстве Иварса Годманиса.
В 1993 году Андреев стал одним из основателей Латвийского пути и был избран в 5-й Сейм по его списку. После выборов в Сейм он сохранил пост министра иностранных дел, продолжая работать в правительстве Валдиса Биркаваса. В июне 1994 года Андреев признался в сотрудничестве с КГБ (за 20 лет до публикации материалов) и подал в отставку с поста министра иностранных дел. Как выяснилось позже, он передавал информацию Первому отделу КГБ, будучи профессором медицины и регулярно представляя Советский Союз на международных конференциях анестезиологов.
После возвращения к работе врача и учителя в 1995 году Андрееву предложили должность посла Латвии в Канаде. После окончания срока полномочий посла в 1998 году он стал постоянным представителем Латвии в Совете Европы (1998—2004). В том же 1998 году удостоен ордена Трёх звёзд 3-й степени.
В ноябре 2008 года он подал в отставку из ЛПП/ЛЦ, объявив, что намерен уйти из политики по окончании срока полномочий в Европарламенте в 2009 году. Однако в марте 2009 года объявил, что будет кандидатом на выборах в Европейский парламент 2009 года от партии Общество за другую политику, не вступая при этом в саму партию. На самих выборах не получил достаточной поддержки избирателей. В 2010 году стал одним из основателей политической организации «Общество Мейеровица за прогрессивные перемены».
Скончался 16 июля 2022 года.